# 巴哈普恰河
巴哈普恰河是俄羅斯的河流，由馬加丹州負責管轄，屬於科雷馬河的右支流，河道全長291公里，流域面積13,800平方公里，河水主要來自雨水，每年十月至翌年五月結冰。